# Born Under a Bad Sign
| 전문가 평가                            | 전문가 평가 |
| 평가 점수                              | 평가 점수   |
| 출처                                   | 점수        |
| -------------------------------------- | ----------- |
| 올뮤직                                 | [ 1 ]       |
| 뮤직하운드 블루스                      | [ 2 ]       |
| 팝매터스                               | [ 3 ]       |
| 더 롤링 스톤 재즈 & 블루스 앨범 가이드 | [ 4 ]       |

《Born Under a Bad Sign》는 1967년 스택스 레코드가 발매한 미국의 블루스 음악가 알버트 킹의 두 번째 음반이다. 1966년 3월부터 1967년 6월까지 다섯 번의 세션 동안 녹음된 11곡의 일렉트릭 블루스 곡이 수록되어 있다. 킹은 부커 T. & 더 M.G.'s와 멤피스 혼스라는 두 개의 조직 밴드를 가지고 연주했다. 비록 이 음반이 어떤 음악 차트에 도달하는 데 실패했지만, 긍정적인 평가를 받았으며, 현재 비평가들에게 지금까지 만들어진 가장 위대한 블루스 음반 중 하나로 평가받고 있다. 《Born Under a Bad Sign》의 기타 연주는 에릭 클랩튼, 마이크 블룸필드, 지미 헨드릭스, 스티비 레이 본 등 많은 기타리스트들에게 영향을 미쳤다. 《Born Under a Bad Sign》는 블루스 재단 명예의 전당과 그래미 명예의 전당에 헌액되었다. 2012년에는 《롤링 스톤》이 선정한 역사상 가장 위대한 음반 500장 중 491위에 올랐다.

## 녹음 및 음악
1966년 킹은 멤피스 소재의 레이블인 스택스 레코드와 계약을 맺었다. 43살의 이 음악가는 이미 다른 레이블을 위한 음악을 녹음했지만, 1961년 그의 노래인 〈Don't Throw Your Love on Me So Strong〉을 제외하고는, 아직 상업적인 성공을 거두지 못했다. 킹은 1966년 3월부터 1967년 6월까지 5회의 세션 동안 조직 밴드인 부커 T. & 더 M.G.'s와 멤피스 혼스의 두 곡으로 스택스 스튜디오에서 여러 곡을 녹음했다. 비록 짐 스튜어트가 프로듀서로 인정받고 있지만, 트럼펫터 웨인 잭슨은 스티브 크로퍼와 알 잭슨 주니어가 녹음 세션을 진행했다고 말했다. 이 세션에서 녹음된 많은 곡들이 싱글로 발표되었고, 1967년 8월, 《Born Under a Bad Sign》라는 제목의 스택스와 함께 킹의 데뷔 음반으로 수록되어 발매되었다.
《Born Under a Bad Sign》는 일렉트릭 블루스 음반으로 솔과 펑크의 영향을 받았다. 이 음반의 음악은 단순한 화음 진행으로 구성되는데, 잭슨은 이것이 경험 부족 때문이라고 지적했다. "우리는 그것을 어떻게 더 잘 연주하는지 몰랐어요!"라고 잭슨이 말했다. 킹은 주로 가장 높은 3개의 기타 현으로 연주했고, 음반 내내 선택된 몇 개의 구절만 사용했다. 2002년 재발행된 《Born Under a Bad Sign》의 라이너 노트에 평론가 마이클 포인트는 킹이 어떻게 자신의 기타 연주를 구별할 수 있었는지를 다음과 같이 썼다. "그의 단순하지만 미묘한 재구성은 음계를 통해 이루어지는 것이 아니라 왜곡, 강조, 타이밍을 통해 이루어졌다."
음반 내내 들려오는 날카로운 기타 소리는 부분적으로 킹의 비정통적인 연주 스타일에 기인할 수 있다. 킹은 왼손잡이였지만 오른손잡이 깁슨 플라잉 V를 택했고 그것을 다시 연주하지 않았다. 킹은 표준 끈 휨 기술인 아래에서 밀어내는 대신 위에서 줄을 당겼다. 그 결과 그는 여러 개의 줄을 동시에 구부릴 수 있게 되었고, 이것은 다중 심벌 표현법을 가능하게 했다. 킹의 연주 스타일에 대해 묻자 잭슨은 "알버트의 기타는 항상 다른 모든 것들과 맞지 않았지만, 그는 너무 강한 사람이어서 음을 다시 구부릴 것"이라고 말했다.

## 곡 목록
| #  | 제목                      | 작사·작곡                                               | 재생 시간 |
| -- | ------------------------- | ------------------------------------------------------- | --------- |
| 1. | 〈Born Under a Bad Sign〉 | 윌리엄 벨, 부커 T. 존스                                 | 2:47      |
| 2. | 〈Crosscut Saw〉          | R.G. 포드                                               | 2:35      |
| 3. | 〈Kansas City〉           | 제리 리버, 마이크 스톨러                                | 2:33      |
| 4. | 〈Oh, Pretty Woman〉      | A.C. 윌리엄스                                           | 2:48      |
| 5. | 〈Down Don't Bother Me〉  | 알버트 킹                                               | 2:10      |
| 6. | 〈The Hunter〉            | 존스. 칼 웰스, 스티브 크로퍼, 도널드 던, 알 잭슨 주니어 | 2:45      |

| #   | 제목                           | 작사·작곡         | 재생 시간 |
| --- | ------------------------------ | ----------------- | --------- |
| 7.  | 〈I Almost Lost My Mind〉      | 아이보리 조 헌터  | 3:30      |
| 8.  | 〈Personal Manager〉           | 킹, 데이비드 포터 | 4:31      |
| 9.  | 〈Laundromat Blues〉           | 샌디 존스         | 3:21      |
| 10. | 〈As the Years Go Passing By〉 | 데드릭 말론       | 3:48      |
| 11. | 〈The Very Thought of You〉    | 레이 노벨         | 3:46      |